# Etnonacjonalizm

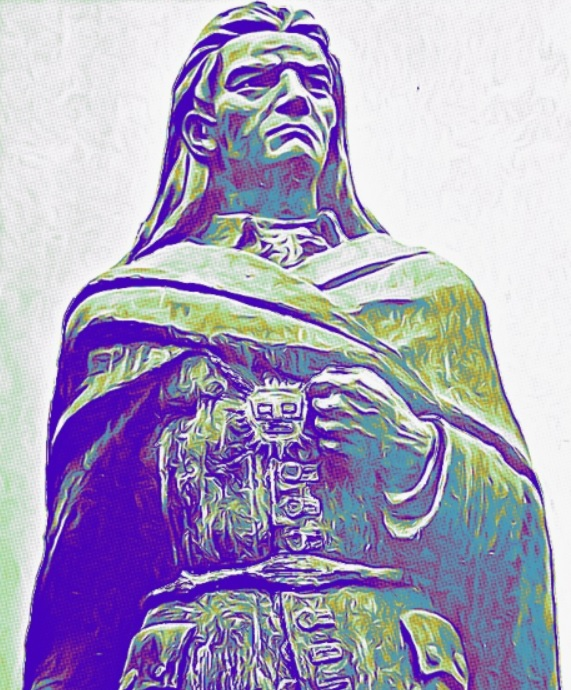
Túpac Amaru II. Przewodził największemu powstaniu niepodległościowemu w Wicekrólestwie Peru

Etnonacjonalizm – forma nacjonalizmu oparta na odrębności grupy etnicznej, która nie znajduje dla siebie miejsca w istniejącym państwie, i dążąca do politycznej samodzielności dla niej. Definiowany także jako nacjonalizm oparty na podłożu etnokulturowym. Często przeciwstawiany nacjonalizmowi politycznemu.
Czasami, ze względu na skojarzenie z nacjonalizmami Europy Środkowo-Wschodniej, nazywany nacjonalizmem wschodnim.